# Wenn wir durch die Straßen ziehen

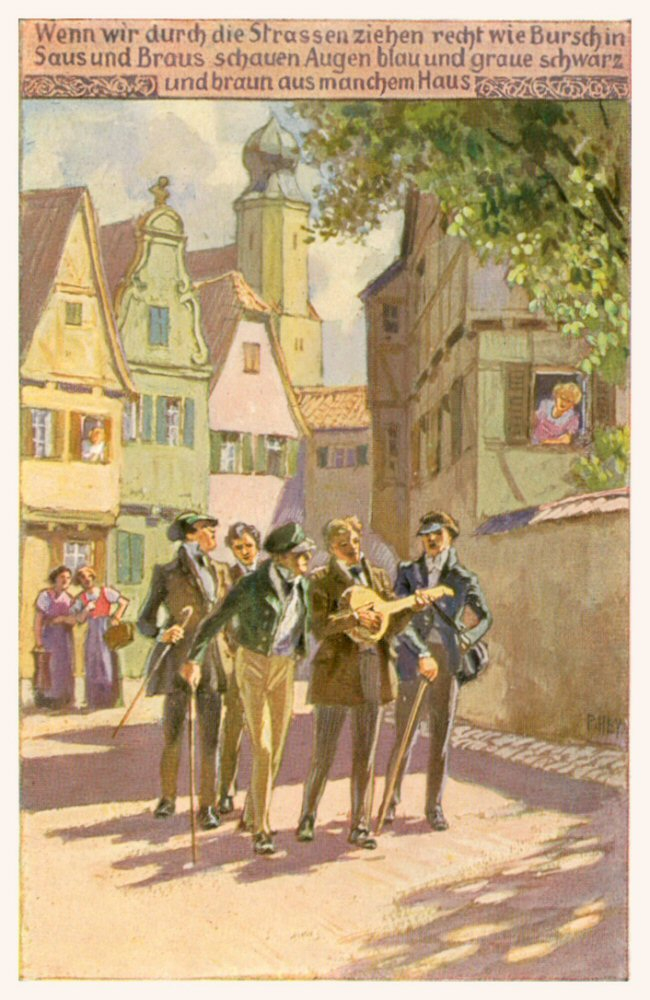
Liederkarte von Paul Hey

Wenn wir durch die Straßen ziehen ist ein Gedicht von Wilhelm Müller aus dem Jahr 1821. Um 1828 von Friedrich Ferdinand Nestler (1798–1876) vertont, wurde es zu einem der bekanntesten Studentenlieder.

## Veröffentlichungen
Der Gedichtstext wurde zuerst 1821 in „Sieben und siebzig Gedichte aus den hinterlassenen Papieren eines reisenden Waldhornisten“ in Dessau vom Verlag Ackermann im Kapitel Wanderlieder eines rheinischen Handwerksburschen unter dem Titel Entschuldigung veröffentlicht. Mit dieser Melodie erfolgte die Erstveröffentlichung 1833 im „Liederbuch für Künstler“, im Verlag der Berlin Vereins-Buchhandlung. Die dritte Strophe wurde in späteren Studentenliederbüchern wie in Volkstümliche Lieder der Deutschen aus dem Jahr 1895 veröffentlicht.
Das Lied gehört zu den bekannten Studentenliedern und wurde auch später immer wieder neu veröffentlicht und erfreut sich weiter Beliebtheit dort.
Ludwig Richter fertigte zu dem Lied eine Illustration an.
Das 1867 veröffentlichte Opus 222 Studententräume von Josef Strauss beginnt mit diesem "Letzten Allgemeinen".

## Verwendung
Bei katholischen Verbindungen in Österreich wird bei Zusammenkünften meist diese mit dem Lied Gaudeamus igitur (als „Erstes Allgemeines“) eröffnet und mit Wenn wir durch die Straßen ziehen (als „Letztes Allgemeines“) geschlossen. Der Titel "Entschuldigung" steht dabei im offenen Gegensatz zu den oftmals in den Kommersreden geforderten Werten wie Ehre und Treue. Der in der vierten Strophe besungene Wein wird bei Kneipen und Kommersen von den Sängern zumeist in Bier umgewandelt.
Bei vielen insbesondere katholischen Korporationen wird zudem die Farbenstrophe auf diese Weise gesungen.

## Text

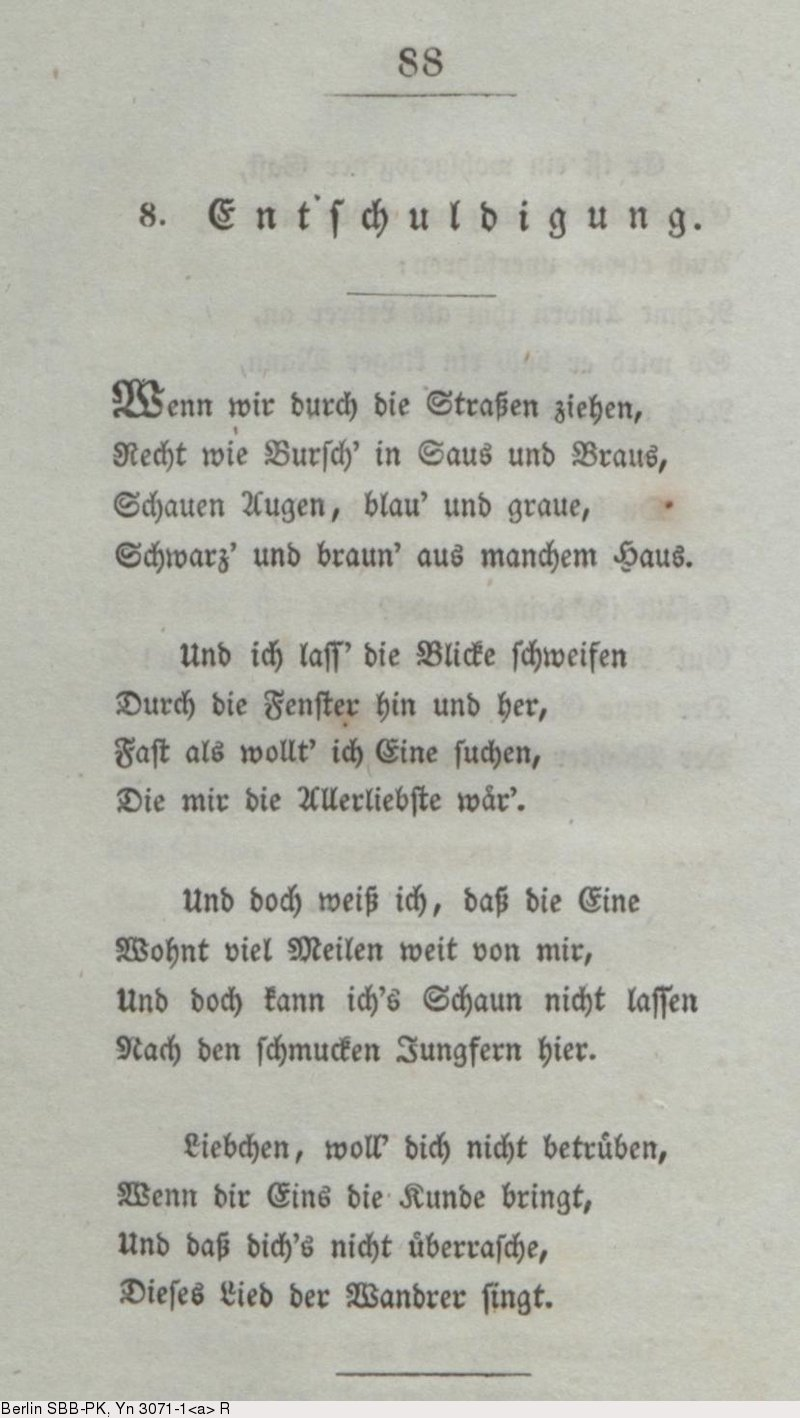
Wenn wir durch die Straßen ziehen - Originaltext

1. Wenn wir durch die Straßen ziehen

recht wie Bursch’ in Saus und Braus

schauen Augen blau und graue

schwarz und braun aus manchem Haus

und ich lass die Blicke schweifen

durch die Fenster hin und her

fast als wollt’ ich eine suchen

die mir die Allerliebste wär

2. Und doch weiss ich, dass die eine

wohnt viel Meilen weit von mir

und doch muss ich immer gucken

nach den schmucken Jungfern hier

Liebchen, woll dich nicht betrüben

wenn dir eins die Kunde bringt

und dass dich’s nicht überrasche

dieses Lied der Wandrer sing

(3. Liebchen, nicht um Goldeslohne

hört ich auf, dir treu zu sein

nicht um eine Königskrone

ewig, ewig bleib ich dein

Doch das Schau’n nach hübschen Mädchen

die so freundlich nach mir sehn

nach den braunen, nach den blonden

wirst du mir doch zugestehn)

(4. Wenn wir bei den Gläsern sitzen

unser Herz der Wein erfreut

wenn die Lieder hell erklingen

sich manch Freundschaftsband erneut

dann, mein Liebchen, blicke freundlich

hörst du Lied und Becherklang

dann gedenk ich deiner Liebe

und dich feiert mein Gesang)